# Chun Wang
Chun Wang (Tientsin, 1982) è un imprenditore cinese naturalizzato maltese.
Parteciperà alla missione privata Fram2 da lui finanziata a bordo del veicolo Crew Dragon Resilience il cui lancio è previsto per il 1º aprile 2025.

## Biografia
Wang è nato a Tientsin, in Cina. In seguito si è trasferito in Thailandia nel 2015, poi in Corea del Sud. Dal 2023 è cittadino di Malta e di Saint Kitts e Nevis.

## Mining di Bitcoin
Nel 2013, Wang ha co-fondato F2Pool, uno dei primi pool di mining di Bitcoin in Cina e uno dei più grandi a livello globale.

## Volo spaziale privato
Nell'agosto 2024, SpaceX ha annunciato che Wang finanzierà e comanderà la missione Fram2 con la navicella Crew Dragon, che punta a essere il primo volo umano a sorvolare i poli della Terra.